# Drosanthemum subspinosum
Drosanthemum subspinosum là một loài thực vật có hoa trong họ Phiên hạnh. Loài này được (Kuntze) H.E.K.Hartmann mô tả khoa học đầu tiên năm 2000.